# Skarżyn-Kolonia
Skarżyn-Kolonia – wieś w Polsce położona w województwie wielkopolskim, w powiecie tureckim, w gminie Malanów.
W latach 1975–1998 miejscowość administracyjnie należała do województwa konińskiego.